# De tuin der lusten (Parijs)
De tuin der lusten is een schilderij toegeschreven aan Michiel Coxie naar de Tuin der lusten van Jheronimus Bosch. Het werd voor het laatst gesignaleerd in de verzameling van de graaf de Pomereu in Parijs.

## Voorstelling

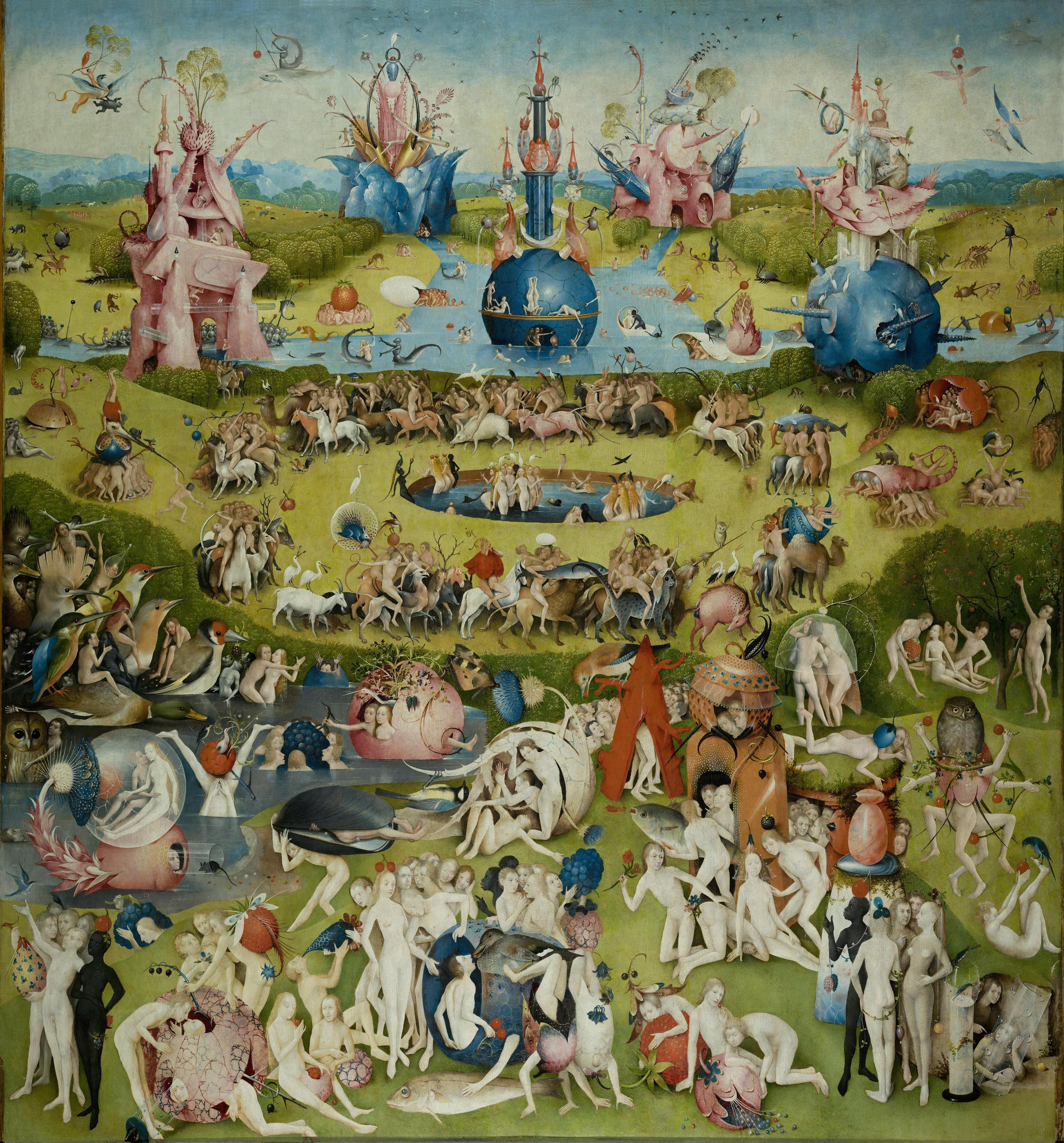
Jheronimus Bosch. De tuin der lusten, middenpaneel. 1480-1490. Madrid, Museo del Prado.

Het is een vrij getrouwe kopie van het middenpaneel van het drieluik de Tuin der lusten van Jheronimus Bosch in het Museo del Prado in Madrid. Het grootste verschil is de toepassing van schaduw. De precieze betekenis van dit werk is nog steeds niet helemaal duidelijk. Waarschijnlijk gaat het hier om een ‘schijnparadijs’, waarin de mensheid zich waant in een situatie zoals die bestond voor de zondeval, zonder besef van gevaar en zonder kennis van goed en kwaad.

## Toeschrijving
Het werk is vermoedelijk rechtstreeks gekopieerd naar het origineel van Bosch. Dat betekent dat het werk gemaakt is door een Brusselse meester, waar het origineel zich tot 1567/1568 bevond. Die meester is mogelijk Michiel Coxie, van wie bekend is dat hij in opdracht van Filips II van Spanje kopieën maakte naar beroemde vroeg-Nederlandse werken. Vermoed wordt dat de kopiist het hele werk kopieerde, inclusief de zijluiken. In het Escorial bevindt zich een losse kopie van het linkerluik. Volgens kunsthistorica Isabel Mateo Gómez is dit zijluik en de kopie in Parijs afkomstig van hetzelfde drieluik. Volgens haar bestaat er een verband tussen dit drieluik en het wandtapijt van de Tuin der lusten in het Koninklijk Paleis van Madrid. Ze suggereert dat de kopie is gemaakt in opdracht van Filips II als voorbeeld voor dit wandtapijt.

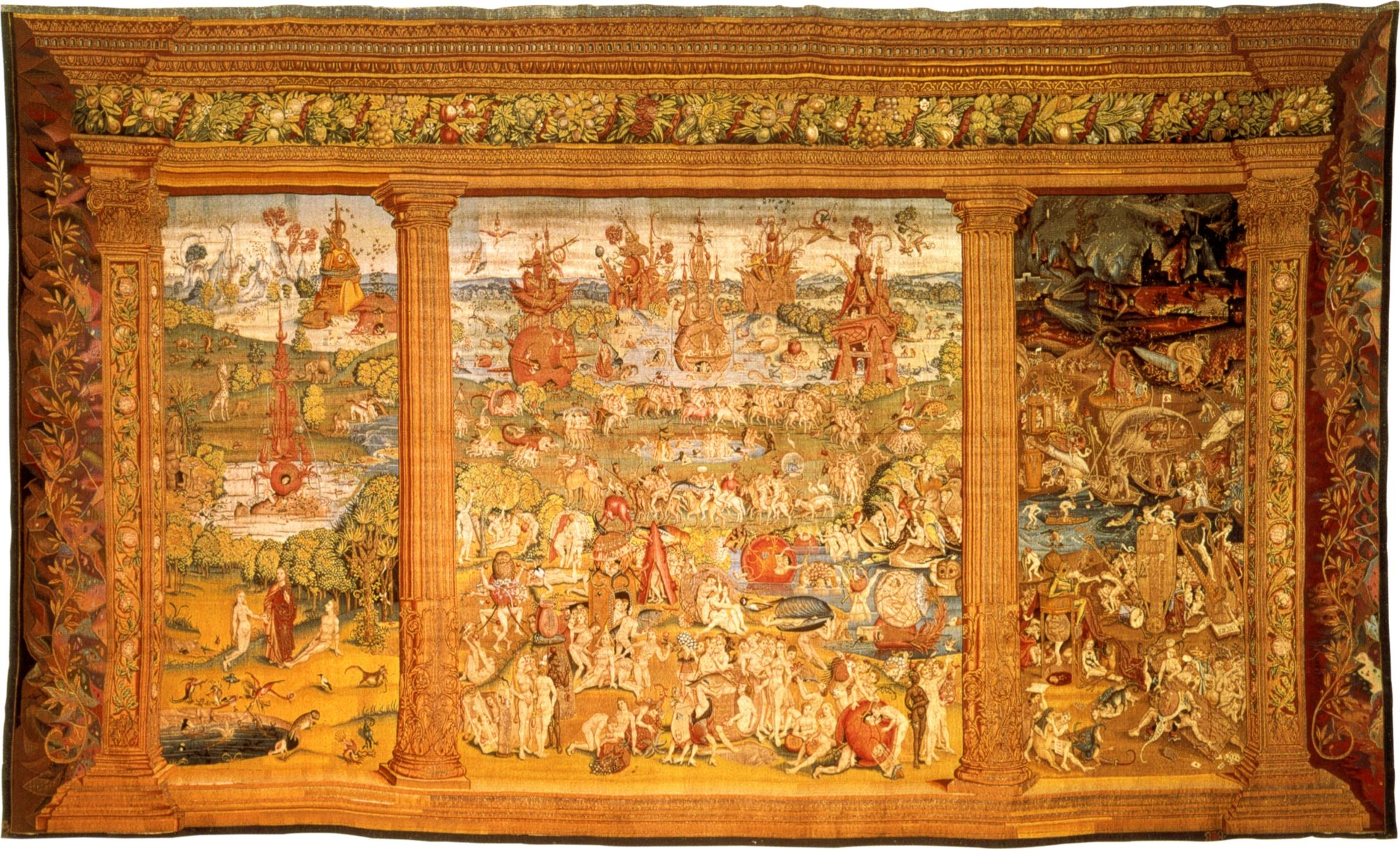
Anoniem. De tuin der lusten, wandtapijt. 1550-1570. Madrid, Koninklijk Paleis van Madrid.

## Herkomst
In Spaanse koninklijke inventarissen staan verschillende versies van de Tuin der lusten vermeld. In 1614 wordt een kopie vermeld in het Koninklijk Paleis van El Pardo als ‘Trafago del mundo’ (Drukte van de wereld) en in 1636 in het Koninklijk Paleis van Madrid als ‘Una tabla quadrada [...] de Gerónimo Bosco [...] con mucha diversidad de figuras’ (een vierkant paneel van Jheronimus Bosch met een verscheidenheid aan figuren). De zijluiken worden hier apart vermeld, want waarschijnlijk betekent dat het drieluik toen uit elkaar gehaald was. In 1776 wordt opnieuw een Tuin der lusten vermeld in het paleis in El Pardo. In 1967 werd het voor het laatst gesignaleerd op de grote Bosch-tentoonstelling in het Noordbrabants Museum als bruikleen van de graaf de Pomereu in Parijs.

## Tentoonstellingen
De tuin der lusten maakte deel uit van de volgende tentoonstelling:
- Jheronimus Bosch, Noordbrabants Museum, 's-Hertogenbosch, 17 september-15 november 1967, cat.nr. 42, p. 146 (als kopie naar Jheronimus Bosch).